# Idriss Youssouf Boy
Idriss Youssouf Boy est un militaire et homme politique tchadien. Il a été secrétaire particulier du président de la République, puis ministre d'État, directeur de cabinet civil de la Présidence de la République. Il est par ailleurs le cousin et ami de Mahamat Idriss Déby.

## Biographie
Idriss Youssouf Boy est un militaire et haut fonctionnaire, cousin de Mahamat Idriss Déby. Il était le consul général du Tchad à Douala, au Cameroun, de septembre 2020 à avril 2021. Après la mise en place du Conseil militaire de transition, il a été nommé secrétaire particulier du président de la République,.
Après des soupçons de détournement de 13 milliards de fonds publics à la Société des hydrocarbures du Tchad (SHT), il est démis de ses fonctions de secrétaire particulier du président de la transition en juin 2022. Il est arrêté avec ses complices et, après dix jours de détention et sous la pression du président de la République, il finit par rembourser les fonds détournés sans passer devant un juge. Le président pense en effet que s'il était livré à la justice, il aurait corrompu les juges et réussi à ne pas rembourser les fonds. Le président lui pardonne cette « faute »,. Il est alors nommé ministre d'État, directeur de cabinet civil de la Présidence de la République, le 27 avril 2023. Il sera remplacé à ce poste par Idriss Saleh Bachar le 27 septembre 2024,,.
Après le dépôt d'une plainte par About Hachim Bouder en janvier 2025, accusant Idriss Youssouf Boy de ne pas avoir remboursé 11,8 milliards de francs CFA destinés à la construction d’infrastructures dans l’est du Tchad, ce dernier est discrètement emprisonné par les Renseignements généraux, sans communication officielle, avant un procès ouvert le lundi 5 mai. Le 9 mai 2025, il est condamné à cinq ans de prison et à une amende d'un million de francs CFA pour corruption passive. About Hachim Bouder est, quant à lui, condamné à 5 ans de prison pour corruption active,,. En juin 2025, Idriss Youssouf Boy est transféré à la prison de Klessoum. En appel, en août 2025, il est condamné à sept ans de prison et la justice demande la saisie de 11,8 milliards de francs CFA.  Le 12 août 2025, il est dégradé du grade de général de corps d'armée, rétrogradé au grade de soldat de deuxième classe et radié des effectifs des armées par un décret.